# Frauenbasketball
Frauenbasketball ist die Team-Sportart Basketball, bei der Frauen in Teams gegeneinander antreten, um durch das Werfen eines Balls in einen Korb Punkte zu erzielen. Bereits 1892 führte Senda Berenson Abbott den Basketball für Frauen am Smith College in den USA ein.
In den letzten Jahrzehnten hat der Frauenbasketball weltweit stark an Popularität gewonnen. Professionelle Ligen wie die Women’s National Basketball Association (WNBA) in den USA und die 1. Damen-Basketball-Bundesliga in Deutschland haben sich etabliert und verzeichnen wachsende Zuschauerzahlen.
Trotz dieser positiven Entwicklung bestehen im Vergleich zum Männerbasketball noch Unterschiede in der Professionalisierung, insbesondere bei Gehältern und medialer Präsenz.
Die kontinuierliche Förderung des Frauenbasketballs, sowohl auf Breitensport- als auch auf Profiebene, trägt zur Stärkung des Frauensports insgesamt bei.

## Geschichte des Frauenbasketball
Basketball wurde im Jahr 1891 vom kanadischen Arzt und Pädagogen James Naismith erfunden und verbreitete sich schnell weltweit. Zu dieser Zeit galten jedoch strenge Geschlechterrollen, und Mannschaftssportarten waren für Frauen weitgehend unüblich. Sportarten wie Reiten, Tennis und Turnen waren die wenigen gesellschaftlich akzeptierten Alternativen.
Im Jahr 1892 führte Senda Berenson, eine Sportlehrerin am Smith College in den USA, Basketball in ihren Unterricht ein. Sie bemerkte, dass viele ihrer Schülerinnen regelmäßig den Turnunterricht schwänzten, und suchte nach einer Möglichkeit, ihr Interesse zu wecken. Mit der Einführung des neuen Mannschaftssports gelang es ihr, die Schülerinnen zu begeistern und ihre Teilnahme am Sportunterricht zu fördern.

### Die ersten Frauenbasketball-Spiele
Im Jahr 1893 organisierte Senda Berenson das erste Frauenbasketball-Spiel in der Geschichte der USA. Bei diesem Spiel waren keine Männer als Zuschauer zugelassen. In den folgenden Jahren bildeten sich Hunderte Frauenmannschaften im ganzen Land. Berenson entwickelte zudem das Regelwerk „Basketball für Frauen“, das bis in die 1960er Jahre als Standard galt.
Da Frauen zu dieser Zeit die Regeln des Männerbasketballs nicht zugetraut wurden, da sie als labil galten, wurde der Sport speziell angepasst. Im Laufe der Jahre entwickelte sich der Frauenbasketball zu einer eigenen Disziplin neben der männlichen Variante.

### Angepasste Spielregeln für Frauen
Die ersten Regelanpassungen umfassten eine Erhöhung der Spielerinnenzahl auf neun und eine Einteilung des Spielfelds in drei Zonen. Drei Spielerinnen wurden jeweils einer Zone zugeordnet und durften diese nicht verlassen. Der Ball musste durch Pässe oder Dribbeln in andere Zonen befördert werden, wobei maximal drei Dribblings erlaubt waren. Zudem durfte der Ball nicht länger als drei Sekunden gehalten werden, und es war verboten, den Ball aus den Händen einer Gegenspielerin zu schlagen.

## Frauenbasketball in Deutschland
Frauenbasketball hat in Deutschland eine lange Tradition, die bis in die 1940er Jahre zurückreicht. Der erste deutsche Meistertitel wurde 1947 von der TS Jahn München von 1887 errungen. Trotz dieser langen Geschichte wurde die Bundesliga für Frauen erst im Jahr 2001 gegründet, was auf eine verzögerte Professionalisierung des Sports hindeutet. Dennoch benötigt der Sport noch mehr Förderung und Aufmerksamkeit, da der Frauenbasketball in Deutschland noch in den Kinderschuhen steckt.
Seit 2020 gibt es eine Kooperation zwischen der Frauen-Bundesliga DBBL und dem Deutschen Basketball-Bund (DBB) sowie ein Programm namens „Agenda 2030 - Damen-Basketball in Deutschland“, das den Frauenbasketball fördern soll. Allerdings berichten Akteure aus der Szene, dass die Auswirkungen dieser Initiativen bisher kaum spürbar sind. Ein großes Problem für die Entwicklung des Frauenbasketballs in Deutschland ist die mangelnde finanzielle Unterstützung. Im Gegensatz zu Ländern wie Frankreich, Spanien oder Ungarn erhalten deutsche Vereine keine staatliche Förderung, was die Finanzierung von qualifizierten Trainern und Jugendarbeit erschwert.

### Variante 3x3-Frauenbasketball
3x3-Basketball ist eine schnelle und dynamische Variante des Basketballs, die stark vom Streetball inspiriert ist. Das Spiel wird auf einem halben Spielfeld ausgetragen, wobei die Angriffszeit auf lediglich 12 Sekunden begrenzt ist.
Im Gegensatz zum klassischen 5-gegen-5-Basketball treten beim 3x3-Basketball Teams mit jeweils drei Spieler auf dem Feld an, während eine vierte Person als Wechselspieler bereitsteht. Aufgrund der hohen Intensität des Spiels erfolgen häufige Wechsel. Gespielt wird auf einen Korb, und das Ziel ist es, in einer Spielzeit von 10 Minuten die meisten Punkte zu erzielen. Alternativ endet das Spiel vorzeitig, wenn ein Team 21 Punkte erreicht.
Auch die Punktewertung unterscheidet sich von der traditionellen Variante: Ein erfolgreicher Wurf innerhalb des Wurfkreises zählt einen Punkt, während ein Wurf von außerhalb des Kreises zwei Punkte einbringt.

#### Goldmedaille für die deutschen 3x3-Basketballerinnen bei den Olympischen Spielen 2024
Die deutschen 3x3-Basketballerinnen sicherten sich bei den Olympischen Spielen 2024 in Paris die Goldmedaille. Das Team, bestehend aus Svenja Brunckhorst, Sonja Greinacher, Marie Reichert und Elisa Mevius, besiegte Spanien im spannenden Finale mit einem knappen Ergebnis von 17:16.
Dies war nicht nur der erste Olympiasieg für Deutschland im 3x3-Basketball, sondern auch die erste olympische Medaille für den deutschen Basketball überhaupt. Der historische Sieg löste einen riesigen Jubel unter den Spielerinnen und den deutschen Fans aus.

## Regeln (FIBA)

### Allgemeine Spielregeln
- Mannschaften: Ein Basketballspiel wird von zwei Mannschaften mit jeweils fünf Spielern gespielt. Ziel ist es, den Ball in den Korb der gegnerischen Mannschaft zu werfen und die andere Mannschaft daran zu hindern, dasselbe zu tun.
- Spielzeit: Ein Spiel besteht aus vier Vierteln, die jeweils eine bestimmte Zeitdauer haben. Bei Punktgleichheit kann es zu Verlängerungen kommen.
- Gewinner: Die Mannschaft mit der höheren Punktzahl am Ende des Spiels gewinnt.

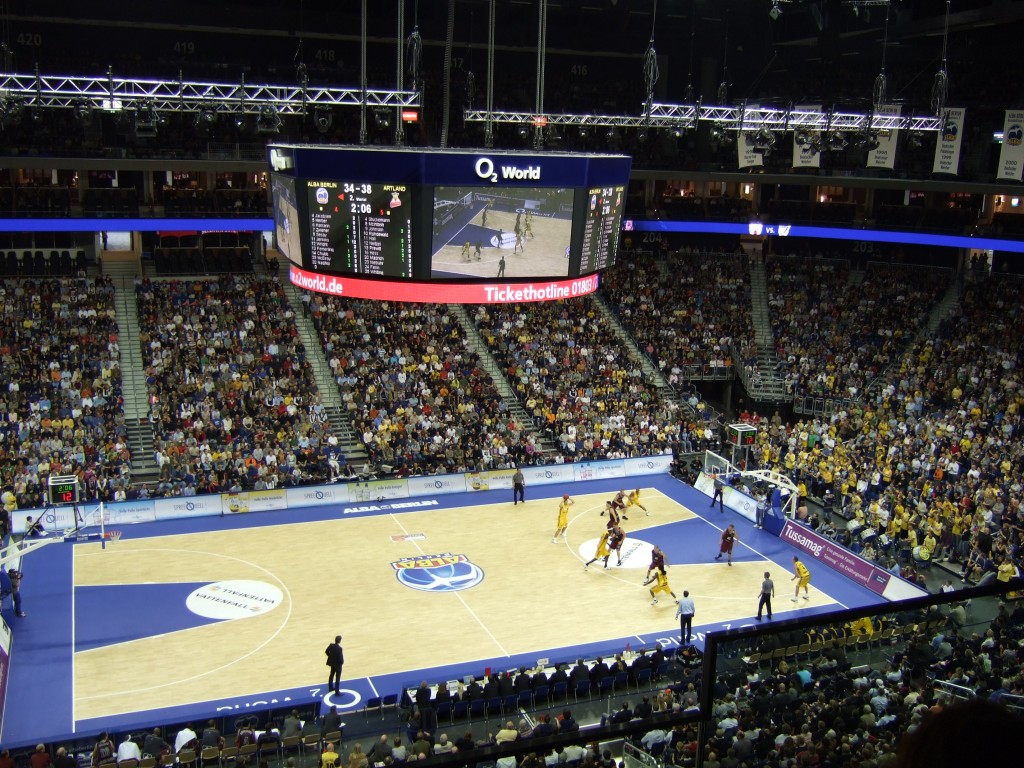
Basketballfeld (Alba Berlin)

### Spielfeld und Ausrüstung
- Spielfeldgröße: Das Spielfeld ist 28 Meter lang und 15 Meter breit, mit einer zusätzlichen Umrandung von mindestens 2 Metern.
- Körbe: Die Körbe sind auf einer Höhe von 3,05 Metern angebracht.
- Linien: Alle Spielfeldlinien müssen klar sichtbar und 5 cm breit sein. Dazu gehören die Grenzlinien, die Mittellinie und die Freiwurflinien.

### Ballspiel
- Ballkontrolle: Spieler dürfen den Ball dribbeln oder passen, aber nicht laufen, ohne zu dribbeln (Schrittfehler).
- Drei-Punkte-Wurf: Ein Wurf aus dem Drei-Punkte-Bereich zählt als drei Punkte. Der Bereich ist durch eine spezielle Linie markiert.

### Fouls und Regelübertretungen
- Fouls: Es gibt persönliche Fouls (Kontaktfouls), technische Fouls (unsportliches Verhalten) und unsportliche Fouls. Spieler können nach einer bestimmten Anzahl von Fouls disqualifiziert werden.
- Regelübertretungen: Zu den häufigsten Regelübertretungen zählen Schrittfehler, Dribbelverletzungen (z. B. Doppeldribbling) und das Übertreten der Drei-Sekunden-Zone.

### Schiedsrichter und Offizielle
- Schiedsrichter: Das Spiel wird von Schiedsrichtern geleitet, die für die Durchsetzung der Regeln verantwortlich sind. Sie haben das Recht, Entscheidungen zu treffen und Strafen auszusprechen.[11]

## Wettbewerbe

### Internationale Wettbewerbe

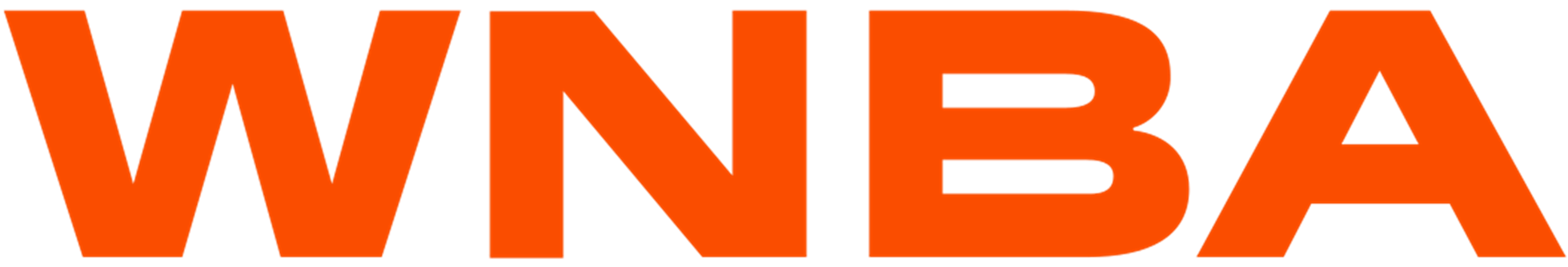
WNBA Logo

#### WNBA
Am 24. April 1996 wurde die Gründung der Women’s National Basketball Association (WNBA) angekündigt, die im Juni 1997 ihren Spielbetrieb aufnahm. Seitdem ist die WNBA die führende Liga für Frauenbasketball und hat sich als Heimat des weltbesten Talents etabliert. 2024 feiert die Liga ihre 28. Saison.

FIBA Logo

#### Fiba Women's Basketball Worldcup
Der FIBA Women's Basketball World Cup ist das wichtigste internationale Turnier im Frauenbasketball, das alle vier Jahre von der FIBA, dem internationalen Basketballverband, ausgerichtet wird. Das Turnier, das früher als FIBA World Championship for Women bekannt war, wurde erstmals 1953 ausgetragen. Es versammelt die besten Nationalmannschaften der Welt, die um den Titel der Weltmeisterin kämpfen.
Die FIBA Frauenbasketball-Weltmeisterschaft gilt als eines der prestigeträchtigsten Events im internationalen Frauenbasketball und hat sich seit ihrer Einführung kontinuierlich weiterentwickelt, um das Wachstum und die Popularität des Frauensports weltweit zu fördern.

### Nationale Wettbewerbe (DE)

#### Die DDBL
Die Deutsche Basketball Bundesliga der Damen (DBBL) wurde am 21. Juni 2001 gegründet, nachdem sich die beiden höchsten Spielklassen im deutschen Damenbasketball vom Deutschen Basketball Bund (DBB) abkoppelten. Die DBBL GmbH, die für die Organisation des Spielbetriebs, die Vermarktung und die Öffentlichkeitsarbeit verantwortlich ist, besteht aus den drei Gesellschaftern Arbeitsgemeinschaft 1. Damenbasketballbundesliga e.V., Arbeitsgemeinschaft 2. Damenbasketballbundesliga e.V. und dem Deutschen Basketball Bund.
Der Spielbetrieb der DBBL gliedert sich in drei Ligen: Die 1. DBBL ist die höchste Spielklasse, in der die besten Teams Deutschlands antreten. Die 2. DBBL ist in zwei Gruppen unterteilt, eine Nord- und eine Südgruppe, und umfasst die zweitbesten Teams des Landes.

### Olympische Spiele
Seit 1976 ist Frauenbasketball eine olympische Disziplin.
| Jahr und Austragungsort                 | Gold                              | Silber      | Bronze      |
| --------------------------------------- | --------------------------------- | ----------- | ----------- |
| 1976, Montreal                          | Sowjetunion                       | USA         | Bulgarien   |
| 1980, Moskau                            | Sowjetunion                       | Bulgarien   | Jugoslawien |
| 29. Juli – 10. August 1984, Los Angeles | USA                               | Korea       | China       |
| 17.-30. September 1988, Seoul           | USA                               | Jugoslawien | Sowjetunion |
| 26. Juli – 8. August 1992, Barcelona    | Gemeinschaft unabhängiger Staaten | China       | USA         |
| 19. Juli – 4. August 1996, Atlanta      | USA                               | Brasilien   | Australien  |
| 16. September – 1. Oktober 2000, Sydney | USA                               | Australien  | Brasilien   |
| 13.-29. August 2004, Athen              | USA                               | Australien  | Russland    |
| 9. – 23. August 2008, Peking            | USA                               | Australien  | Russland    |
| 28. Juli – 11. August 2012, London      | USA                               | Frankreich  | Australien  |
| 6. – 21. August 2016, Rio de Janeiro    | USA                               | Spanien     | Serbien     |
| 23. Juli – 8. August 2021, Tokio        | USA                               | Japan       | Frankreich  |
| 28. Juli – 11. August 2024, Paris       | USA                               | Frankreich  | Australien  |